# Insulinodependencia
Se denominaba insulinodependiente (de insulina + dependencia), a aquellos individuos que por causas varias necesitan de la administración exterior o artificial de insulina para mantener controlado los niveles de glucosa en el organismo (glucemia).
La dependencia de insulina se manifiesta mayoritariamente en las personas que padecen diabetes mellitus tipo I (también denominada «diabetes juvenil»).
En realidad todos, sanos y pacientes, somos dependientes de la insulina. En función del estado de los islotes de Langerhans pancreáticos se recibirá la insulina que el organismo necesita, menos o ninguna, lo cual lleva a necesitar el aporte exógeno de la misma, en los diabéticos de tipo 1, con una funcionalidad nula, desde el inicio de la enfermedad. En los diabéticos de tipo 2, con una funcionalidad limitada, gracias a los fármacos modernos, se puede evitar durante mucho tiempo de vida la necesidad de inyectar insulina.